# Ґірінайчяй (Расейняйський район)
Ґірінайчяй (Girinaičiai) — село у Литві, Расейняйський район, Шилувське староство. 2001 року в селі проживало 15 людей. Розташоване за 6 км від села Шилува, поруч із хутором Думбуле.

## Принагідно
- Гугл-мапа
- Girinaičiai

| Литва | Це незавершена стаття з географії Литви. Ви можете допомогти проєкту, виправивши або дописавши її. |